# چارنی رادوم
چارنی رادوم (انگلیسی: Czarni Radom) یک باشگاه حرفه‌ای والیبال در پلاس لیگا لهستان است. این باشگاه در سال ۱۹۲۱ به عنوان یک باشگاه فوتبال تأسیس شده بود.